# 施堅雅
施堅雅（英語：G. William Skinner，1925年2月14日—2008年10月25日）美國人類學家和漢學家，專長統計人類學及比較亞洲人家族體系。他提出中國地形宏觀區域（或稱中國地形學宏觀區域）。

## 生平
他曾是美國國家科學院院士。1983年至1984年間任亚洲研究协会主席。2001年獲香港大學頒授名譽法學博士。2008年10月25日在加州辭世，享年83歲。
著有《中華帝國晚期的城市》《泰國的華人社會——一部分析的歷史》《泰國華人社會中的領袖地位與權力》《中国农村的市场和社会结构》等。
他知名的博士指導學生包括桑高仁和蕭鳳霞。